# Pivovar (Lišov)
Pivovar je budova čp. 81 v Lišově nedaleko Českých Budějovic, jejíž původní provoz byl ukončen na konci 19. století, kdy budovu začal využívat místní TJ Sokol. Jde o českou nemovitou kulturní památku chráněnou od roku 2001.

## Popis
Jde o rozlehlý objekt o délce cca 80 m a celkové výměře 1815 m2 nacházející se na nároží Žižkovy a Tyršovy ulice v centru města. Vstupuje se do něj od severu ze Žižkovy ulice.

## Historie
Budova byla postavena v 16. století v souvislosti se založením pivovaru v roce 1535. Ten byl do roku 1598 provozován pouze ve městě, ale po obdržení várečného práva směl pivovar mok dodávat i do několika přesně určených okolních krčem. Z roku 1631 existuje záznam o lišovské chmelnici, jejíž úrodu pivovar k výrobě svého piva využíval. Jeho činnost byla ukončena v roce 1898, po letech finančních potíží spojených se vzrůstající konkurencí v Třeboni a Českých Budějovicích.
Už následující rok byl objekt kompletně předán v roce 1894 vzniklé Tělocvičné jednotě Sokol Lišov, jež varnu přestavěla na tělocvičnu, bývalou spilku na šatny a stáje na místnost pro konání schůzí. Sokolovna byla slavnostně otevřena roku 1900. Organizace byla ohrožována už za Rakouska-Uherska a nacistického režimu, ale byl to především zákaz činnosti TJ Sokol vydaný režimem komunistickým a dlouhodobé zanedbání budovy, které vedly k její postupné devastaci. Po obnovení sokolské jednoty v roce 1990 byla nutná kompletní rekonstrukce.

## Současnost
V lednu 2021 byl objekt ve vlastnictví města Lišov. V menší, východní části se nacházela provozovna restaurace, většinu objektu využíval TJ Sokol Lišov. Od roku 2001 je celý památkově chráněn, ceněny jsou obzvláště dochované klenby.

### TJ Sokol Lišov
Sokolovnu s tělocvičnou a hřištěm pro nohejbal a volejbal provozuje TJ Sokol Lišov. V rámci spolku fungují jak oddíly všestrannosti, tak sportovní, členové jednoty se účastní sokolských přeborů ve všestrannosti. Do roku 2014 také navazovali na dlouhodobou loutkářskou tradici ve městě, o níž se v místní kronice poprvé zmiňují k roku 1921. V sokolovně se konají akce v rámci Noci sokoloven.